# Andreas Lippl
Andreas Lippl (* 3. November 1937; † 27. März 1991) war ein bayerischer Regisseur und Redakteur beim Bayerischen Rundfunk.

## Leben
Lippls Dokumentationen handeln überwiegend von bayerischen Brauchtum und Musik aus Bayern. Meist arbeitete er für die BR-Sendereihe Unter unserem Himmel.
Andreas Lippl stammt aus der Familie Lippl und ist der Sohn von Alois Johannes Lippl und Bruder von Martin Lippl.

## Werke (Auszug)
- 1973 – Tobi Reiser – Ein alpenländischer Musikant (Dokumentation)
- 1979 – Königlich bayerische Militärmusik (Dokumentation)
- 1983 – Der Glockenkrieg (mit Monika Baumgartner und Toni Berger), Regie
- 1990 – Komödie spiel'n (Dokumentation), Regie